# Subdiaken
De subdiaken is een mannelijke geestelijke die de wijding tot het subdiaconaat, een Hogere Wijding in de rooms-katholieke kerk, ontvangen heeft. In het oosters christendom draagt hij de titel hypodiaken. Het subdiaconaat staat onder de wijdingen tot diaken en priester, en wordt enkel door de bisschop toegediend. Het subdiaconaat komt in het protestantisme niet voor.
Sinds de afschaffing van de vijf laagste wijdingsgraden in de Katholieke Kerk na 1972 met het motu proprio Ministeria quaedam van paus Paulus VI, is het subdiaconaat eerder zeldzaam geworden in het westers christendom. De wijding en functie bestaan echter nog steeds binnen de Katholieke Kerk in de gemeenschappen die de buitengewone vorm van de Romeinse ritus gebruiken, in de geünieerde oosters-katholieke en de oosters-orthodoxe kerken en in de vrij-katholieke kerk.
In de liturgie treedt de subdiaken nooit zelfstandig op, maar enkel in het kader van een Pontificale of van een Plechtige Mis (Mis-met-drie-heren, Mis-met-assistentie).
De subdiaken leest of zingt bij de plechtige viering van de Mis in de kerk (zie Tridentijnse ritus) het Epistel (Lezing of Brief van Paulus). Hij helpt bij de Offerande en houdt hierna de pateen onder een breed velum tot het begin van het Pater Noster (Onze Vader).
In de oude christengemeenten assisteerde de subdiaken waarschijnlijk naast de viering van de Eucharistie ook de diakens bij de armenzorg.
Het kledingstuk van de subdiaken is in de rooms-katholieke kerk de tuniek, in de oosters-orthodoxe kerk de stichaar met gekruist orarion.